# Condado de Schoharie
O Condado de Schoharie é um dos 62 condados do Estado americano de Nova Iorque. A sede do condado é Vila de Schoharie, e sua maior cidade é Schoharie. O condado possui uma área de 1 622 km²(dos quais 11 km² estão cobertos por água), uma população de 31 582 habitantes, e uma densidade populacional de 20 hab/km² (segundo o censo nacional de 2000). O condado foi fundado em 1795.